# Dolmen von Keroyal

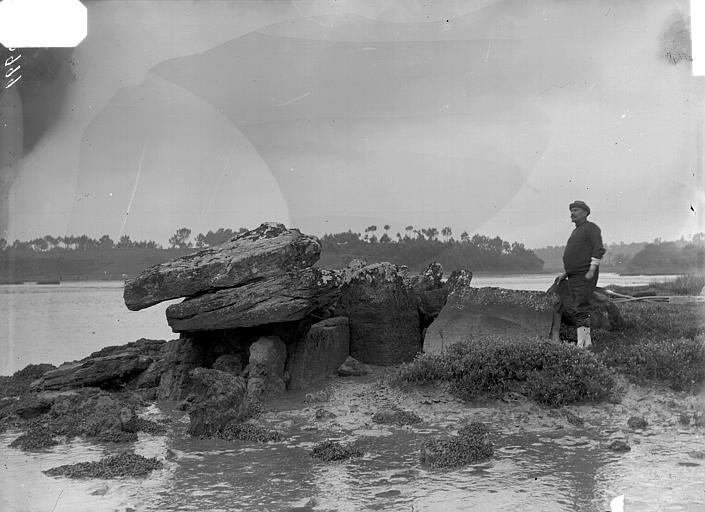
Dolmen von Keroyal

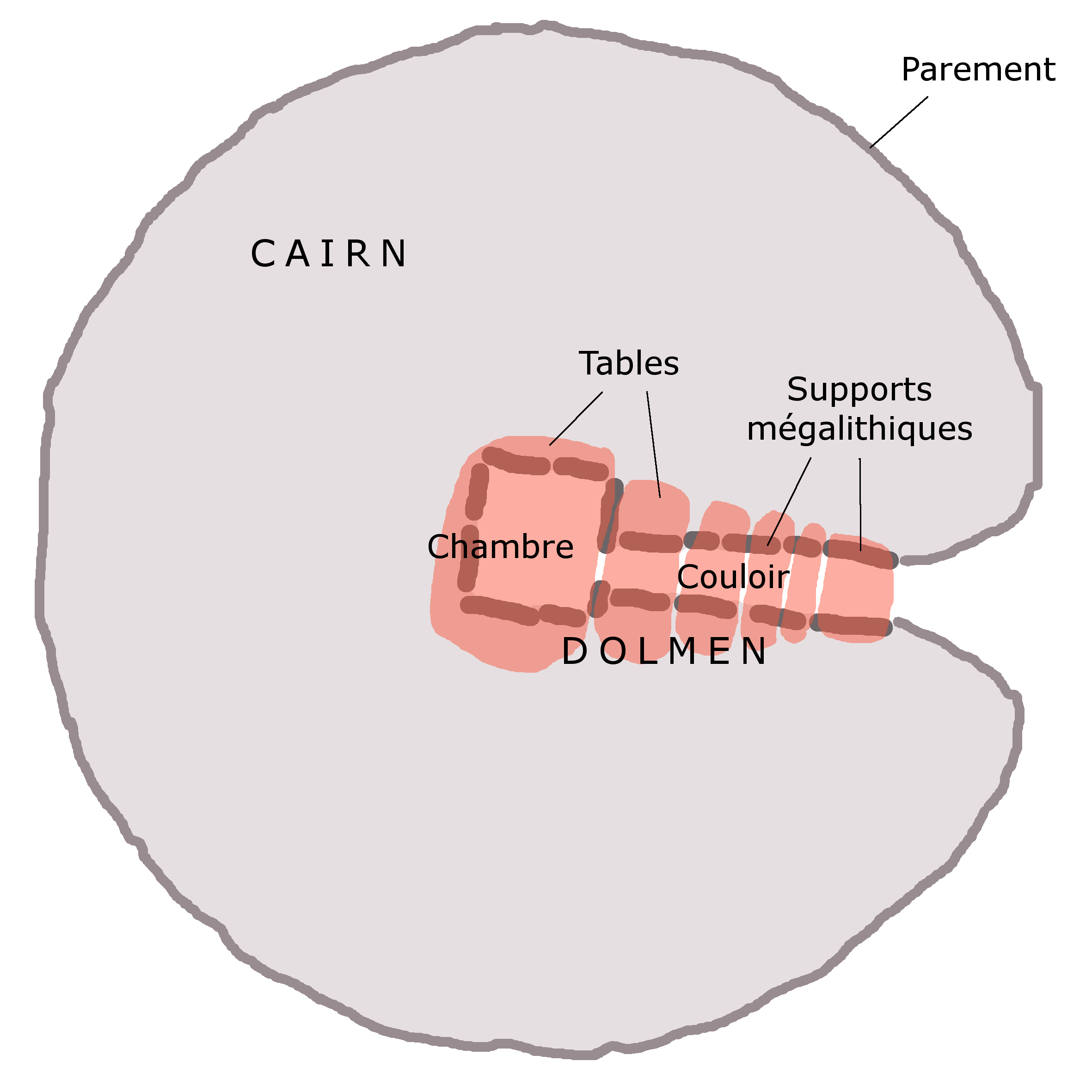
Idealtypischer „Dolmen mit Gang“ hier im Tumulus

Der Dolmen von Keroyal (auch Kerroyal oder Roh-Vilhen genannt) liegt, durch die Dicke der Schlammschicht völlig unzugänglich, im Watt des Nordens im Kanal von Bono, westlich von Keroyal, nördlich von Plougoumelen im Département Morbihan in der Bretagne in Frankreich. Dolmen ist in Frankreich der Oberbegriff für Megalithanlagen aller Art (siehe: Französische Nomenklatur).

## Beschreibung

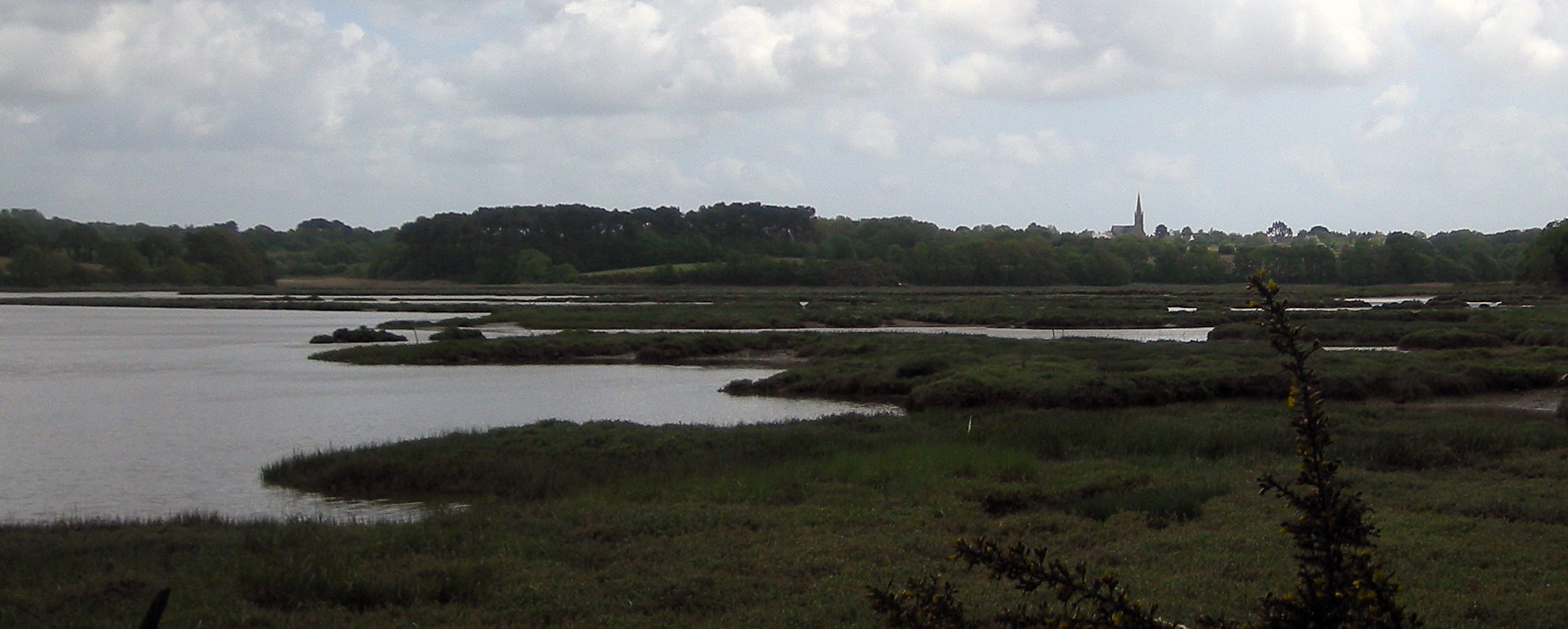
Kanal von Bono

Zacharie Le Rouzic (1864–1939) konnte den Dolmen im Jahre 1908 untersuchen, er erwähnt bereits die Schwierigkeiten beim Zugang. Er wird zweimal am Tag von der Flut bedeckt. Seine Basis liegt etwa 2,0 m über dem durchschnittlichen Niveau des Meeres. Es ist ein „Dolmen a couloir“ mit einem Gang aus 18 Tragsteinen und einer Kammer mit einer einzigen Deckenplatte, die wegen des Algenbewuchses Roh-Vilen (deutsch „gelber Fels“) genannt wird. Der Zugang der etwa 3,0 bis 2,6 m breiten Kammerbefindet sich im Südosten. Eine 1,55 × 1,18 messende Seitenkammer liegt auf der Nordseite. Der Dolmen ist etwa 8,0 m lang, davon entfallen 4,2 m auf den 0,9 m breiten Gang.

## Meeresspiegelanstieg

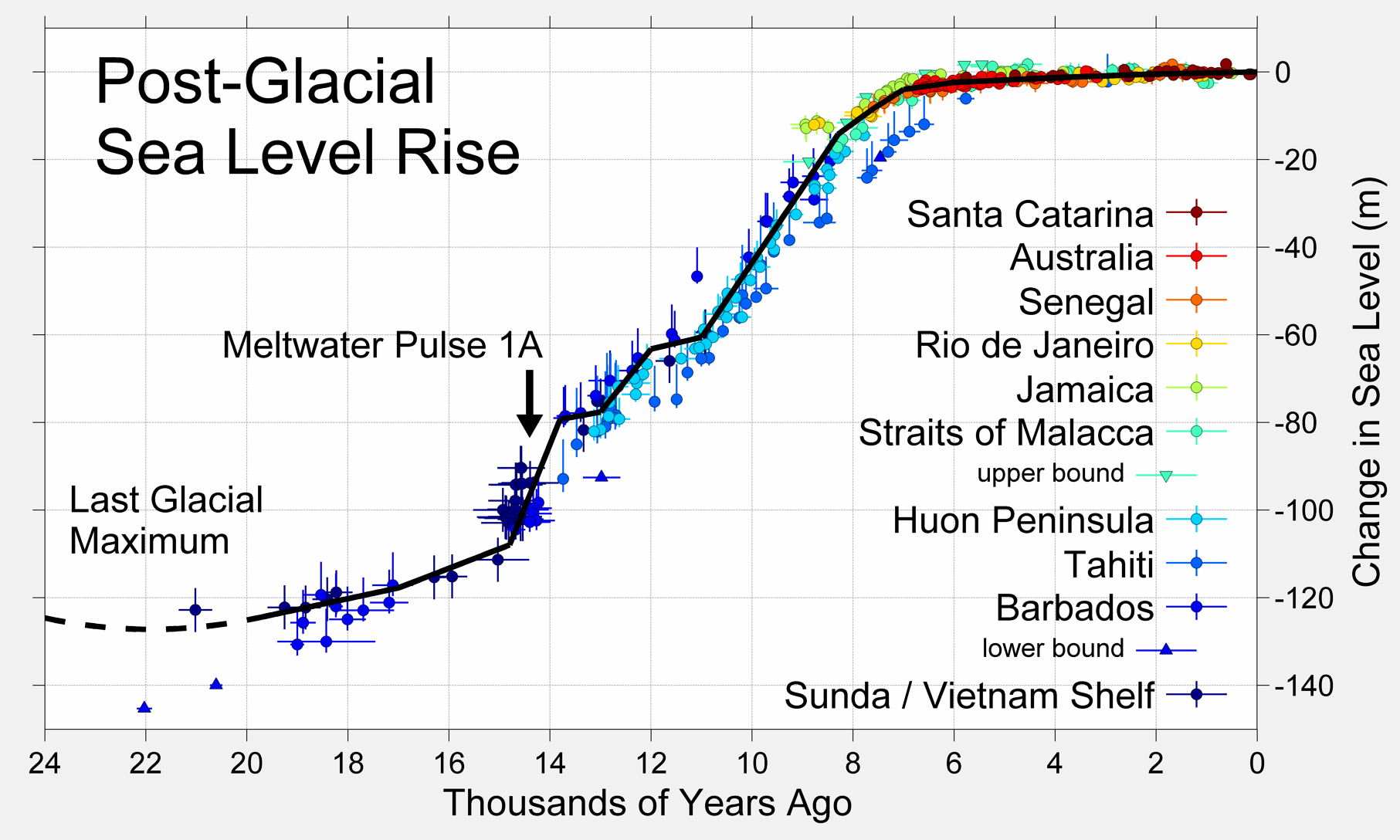
Anstieg des Meeresspiegels in den letzten 24.000 Jahren. Seit dem Bau der Anlage etwa 4000 v. Chr. stieg er um etwa fünf Meter

Allées couvertes, wie Kernic sind Beleg für das Ansteigen des Meeresspiegels seit der Jungsteinzeit, in der die Anlagen nicht derart meernah errichtet wurden. Beispiele sind auch die Allée couverte im Estuaire de la Quillimadec, der Cairn de Îlot-de-Roc’h-Avel und die Menhire von Penloïc bei Loctudy (Finistère) und von Léhan. Ein weiterer untergetauchter Dolmen (französisch Dolmen submergé) ist der Dolmen de la Table vor der Île de Noirmoutier im Département Vendée. Völlig verschwunden ist der Dolmen von Karech-Loir, der am Plage de Légenèse lag.